# 疟疾疫苗
疟疾疫苗是一种用于预防疟疾的疫苗。第一种获批的疟疾疫苗是RTS,S（商品名为Mosquirix）。截至2022年4月，RTS,S已接种给100万生活在中度至高度疟疾传播地区的儿童。婴儿需要在2岁前接种至少三针，第四针可将保护期再延长1-2年。

## 获准疫苗

### R21/Matrix-M
R21/Matrix-M是目前最有效的疟疾疫苗，初步试验中有效率达77%，同时也是第一种符合世界卫生组织关于疟疾疫苗有效率至少达到75%这一目标的疫苗。R21/Matrix-M由牛津大学、肯尼亚医学研究所、倫敦衛生與熱帶醫學院、诺瓦瓦克斯医药以及印度血清研究所合作开发，试验在布吉納法索纳诺罗的健康科学研究所进行，哈利杜·廷托担任首席研究员。R21疫苗使用环子孢子蛋白（CSP）抗原，使用比例高于RTS,S疫苗，R21中还含有诺瓦瓦克斯2019冠状病毒病疫苗中使用的Matrix-M佐剂。
2023年4月，加纳食品和药品管理局批准5个月至3岁的儿童使用R21疫苗。印度血清研究所准备每年生产1亿至2亿剂疫苗，并计划在加纳阿克拉建造一家疫苗工厂。